# Emmesomyia spadibasis
Emmesomyia spadibasis är en tvåvingeart som beskrevs av Synder 1957. Emmesomyia spadibasis ingår i släktet Emmesomyia och familjen blomsterflugor. Inga underarter finns listade i Catalogue of Life.